# 토론

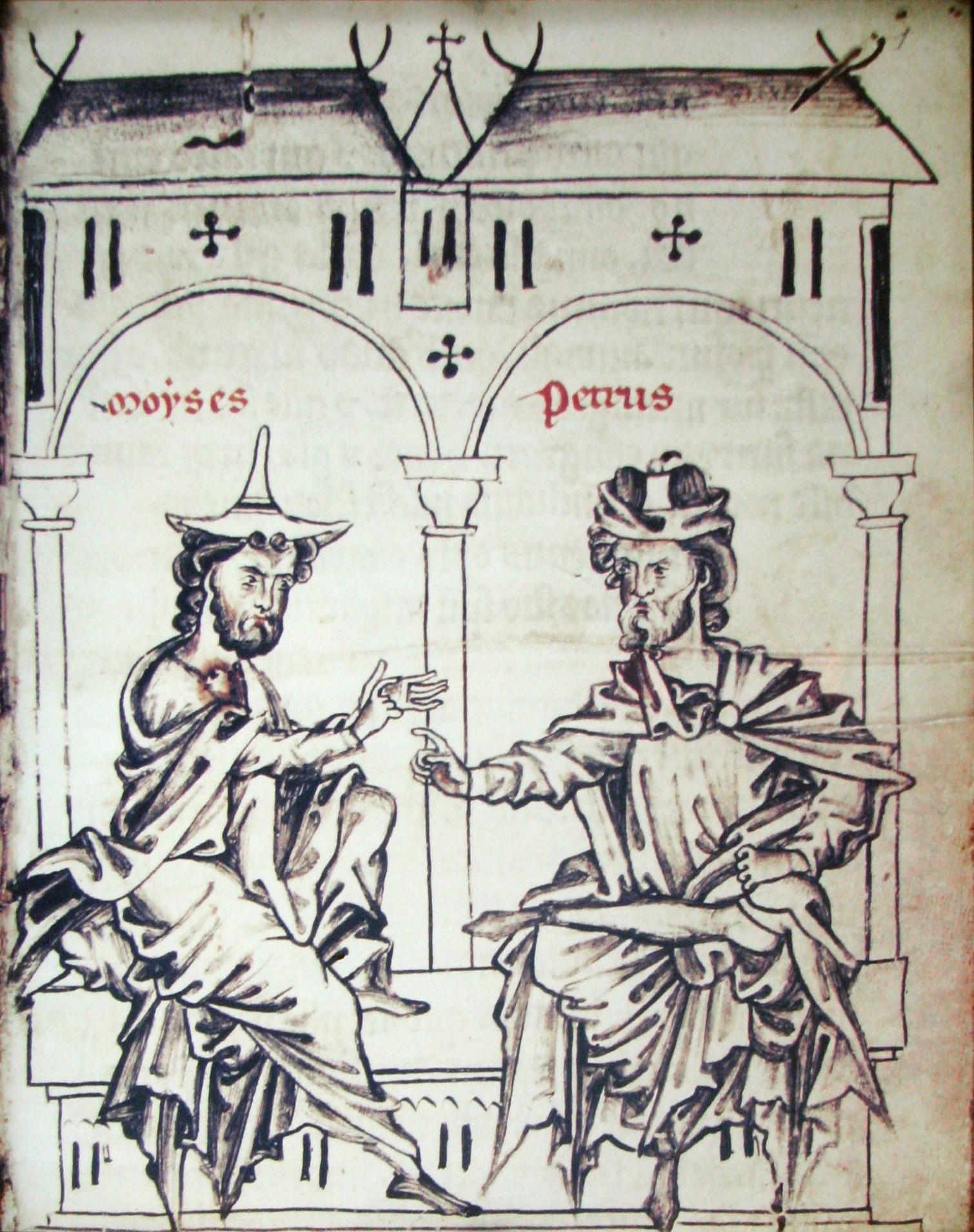
유대인 모이스와 기독교인 페트루스 사이의 대화를 보여주는 13세기 벨기에 필사본

토론(討論, debate)은 의사결정 집단에서 어떠한 관심 주제에 대하여 의견이 다른 상대방과 번갈아가며 공평하게 의사소통하도록 구조화된 사건이다. 상호 소통적인 논증 방식으로 논리적 논증보다 더 큰 범위의 논증에 속한다.
하지만 많은 사람들이 토론을 자신의 관점을 관철하고자 하는 사람들이 자신의 공격적인 주장을 두고 벌이는 경쟁으로 인식하고 있는데 이는 잘못된 이해다. 토론은 자신의 논증을 비판적 시각으로 검토하도록 돕고, 새로운 생각을 탐색하게 고무하는 일에 더 가깝다. 쟁점을 비판적으로 검토하고자 하는 사람들 간의 자연스럽고 신나는 상호작용이며, 토론은 새로운 세계, 새로운 기능, 새로운 생각을 가르치는 힘 즉 해방의 잠재력을 갖고 있다. 다른 어떤 지적 노력보다 더 학습의 잠재력을 가지고 있기 때문에 자라나는 학생들이 미래를 준비하게 돕는다.
토론은 이따금 순수 경쟁 목적으로 조직되는데, 미국에는 이미 많은 대학에서 토론 대회를 개최하고 있다. 토너먼트형 교육 토론은 중학교, 고등학교, 대학교 수준에서 비판적 사고를 가르치는 데 효과가 있음이 검증되었다. 토론의 기본 원리는 경쟁이 지적 성취에 기여한다는 것이다. 토론을 하다 보면 경쟁하며 협력하는 것이 가능하다. 경쟁적인 토론팀에서 공동 조사를 통해 학생들은 서로의 성공에 참여하게 되고 서로의 실패 후에는 더 열심히 연구할 동기를 갖게 된다. 역할이 정교하게 분배된 토론 팀에서는 경쟁을 통하여 자신뿐 아니라 공동선을 위해 협력할 동기도 갖게 된다. 파울로 프레이리는 이러한 협력이야말로 민주적 대화와 비판적 사고를 장려하는 자유교육에 이르는 지름길이라고 했다.
2016년 12월 22일, 대한민국 교육부는 '지능정보사회에 대응한 중장기 교육정책의 방향과 전략’을 공표하면서 2018년부터 초중등교육을 토론식으로 진행한다고 밝혔다. 하지만 토론은 단순히 교육의 장에서 만 쓰이는 게 아니라 지역공동체, 사회운동연맹, 사회운동가, 정당, 친구들, 사업 등에서도 널리 쓰일 수 있다.

## 토론의 진행
토론의 진행은 다음과 같다.

1. 전개: 논증을 제시하고 뒷받침하는 단계. 서술, 설명, 증명이 이루어진다. 논제를 조사하는 능력이 필요하다.
2. 충돌: 논증을 적절히 반박하는 단계. 상대 진영이 제시한 의견에 대해 비판적인 눈으로 검토하여, 그 논증의 약점, 결함, 비일관성 등을 지적한다. 상대 진영의 의견을 거부하는 특정한 이유를 제시할 수 있어야만 한다.
3. 확장: 반박에 대하여 논증을 옹호하는 단계. 반대자가 의견을 비판한 것에 대해 답변을 내야 한다. 의견 개진, 반박, 옹호, 재반박, 재옹호와 같은 비판적 분석의 주기를 형성하여 토론이 마무리될 때까지 이어간다. 가장 활발한 의견 교환이 이루어지기 때문에 지적 자극이 크다.
4. 조망: 개별 논증을 더 큰 논제와 직접 관련짓는 단계. 결정을 위해 제시된 논증과 의견에 대해 결론을 내린다.

## 토론의 발전
인터넷, 모바일인터넷 스마트폰 등의 사용이 보편화된 이후 인터넷을 활용한 토론이 활성화 되었다.

### 인터넷 토론
주로 댓글과 답글에 의한 활발한 의견개진의 형태로 발전하며, 일부 온라인 투표 등도 활용된다.인터넷 토론은 초기 블로그나 기사에 대한 댓글 중심의 방법으로 등장했으나 유튜브의 등장으로 영상과 댓글이 혼재된 형태로 발전하고 있다. 참여의 용이성 및 익명성이 어느정도 제공되면서 허위장보의 유포나 로봇등에 의한 댓글 조작 사례가 발생하는 등 역효과도 상당하다. 인터넷 댓글은 발언의 기회가 사실상 무한 제공되는 방향으로 전개되었다. 발언의 기회의 무한확장은 인터넷민주주의 시대를 가져올 것으로 기대했으나 소수의 적극적인 발언의지가 있는 사람들의 주장 중심으로 집중되면서 필터버블과 확증편향 강화되고 토론문화를 역행시키는 결과를 초래하며 그 의미가 퇴색되고 있다.

### 디지털 토론
디지털 토론은 스마트폰 보급으로 대단위 사람들이 실시간으로 상호작용하며 토론하는 디지털토론의 시대가 개막했다.
디지털토론은 인터넷토론의 무질서와 무절제힌 발언기회의 확장에 따른 부작용을 막고, 많은 사람들의 고른 의사참여를 유도하는 방향으로 발전하고 있다.
디지털토론은 많은사람들의 의견을 균등하게 반영하기 위한 온라인 보팅 시스템을 중심으로 구성된다는 특징이 있다. 2010년 이후 이러한 온라인 보팅을 결합한 디지털 토론 방식을 발전시키기 위한 꾸준한 노력이 있었지만 크게 주목받지는 못했다.
2019년 대전광역시 홈페이지의 시소는 시민의 주제선정 및 댓글 참여 온라인 투표등의 기회를 제공하는 디지털 토론 방식을 도입했다. 많은 지자체에서 이러한 주민 참여형 디지털 토론 시스템을 도입한 바 있으나 참여는 저조한 편이다.
지방자치단체 이외로도 정부, 국회, 청화대 등도 디지털 토론의 장을 만들고 시민의 참여를 독려하는 사례가 급격히 늘었다. 시민사회를 충격에 빠뜨릴 만한 어린이 성폭행 사건이나 정치적 격랑과 맞물린 논란이 주요 의제로 논의되기도 한다.
다만, 시민들의 자유로운 발제 기능은 많은 사람들의 참여를 이끌어 내는 장점이 있지만 반면, 무분별한 정치적 선동이 가능하게 함으로서 정치를 혐호하는 시민들의 참여의지를 퇴색시키는 결과를 낳았다.
이보다 이른 시기인 2014년 KBS는 전국민이 실시간 투표에 참여하는 방식의 토크쇼 프로그램인 나를따르라를 제작했는데, 이 프로그램은 마트폰을 이용한 실시간 보팅시스템을 활용하였으며 디지털토론 시대의 가능성을 알렸다. 비록 예능 토크쇼였지만, 이 프로그램에서 활용된 땡기지 플랫폼 개발사인 케이시크는 애초 KBS의 보도국의 선거방송 전문가들과 협력하여 토론프로그램용의 실시간 보팅 시스템을 개발하게 된것을 예능 프로그램에 적용한 것이었다.
KBS측은 실시간 보팅 기능을 이용한 정치인 토론 프로그램을 기획했지만, 출연자들의 거부로 무산된 바 있다. 선거라는 첨예한 상황에서 토론 참가자인 출마후보자들이 디지털 토론의 장점은 고려하지 않고, 자신의 선거에 미칠 유불리를 크게 의식한 결과이다.
실시간보팅은 공중파를 이용한 전파력과 게이미피케이션이라는 구조적 틀 때문에 수만명이 동시에 팜여하는 성공적인 디지털 토론 모형으로서의 발전가능성을 보여줬다.
디지털 토론은 인터넷 토론 방식을 거치면서 온라인 투표와 게이미피케이션을 기반으로 보편적인 시민들의 대단위 참여를 전제하는 개념으로 발전했다. 최근 '동의율게임'이라 불리는 인터넷 토론 모형이 선보였으며 서울시교육청 및 카이스트 등에서 디지털 토론의 한 방법으로 사용하고 있다.

## 같이 보기
- 변증법
- 회화
- 토의
- 제안
- 의사소통